# Kings of Chaos
I Kings of Chaos sono un supergruppo internazionale che unisce alcuni componenti ed ex componenti di: Guns N' Roses, Velvet Revolver, Def Leppard, Deep Purple, The Cult e altri. La band suona cover di tutti questi gruppi, e molti altri classici rock. Ad oggi hanno realizzato e registrato solo una canzone, Never Before, ad un tributo ai Deep Purple, Re-Machined: A Tribute to Deep Purple's Machine Head.

## Storia del gruppo
La band è stata formata con il nome originario di Rock N Roll All-Stars, con un breve tour in Sud-America nel 2012. Da quando ha cambiato nome in Kings of Chaos, la band ha suonato una volta all'Australia's Stone Music Fest, quattro show in Sudafrica, uno show negli Stati Uniti, e due in America Centrale.
La superband ha previsto che verrà lanciato nel prossimo futuro un EP contenente 3 cover ed una traccia originale, ma per il momento, non è stato ancora prodotto.
La scaletta prevede generalmente canzoni dei gruppi di provenienza dei componenti e altre cover famose. Le canzoni di primo piano sono i grandi classici dei Guns N' Roses (Sweet Child o' Mine, Paradise City e Welcome to the Jungle), Pour Some Sugar on Me dei Def Leppard e Highway Star dei Deep Purple.
Una cosa curiosa dei Kings of Chaos è che attualmente comprendono 4 membri della formazione del 1993 dei Guns N' Roses (Slash, Duff McKagan, Gilby Clarke e Matt Sorum) tra cui 2 membri originali di Appetite for Destruction.

## Formazione
La band non ha una formazione fissa, ci sono stati molti avvicendamenti tra svariati musicisti. essi sono:
- Joe Elliott - Voce, Chitarra, Cori (Def Leppard) (2012–presente)
- Glenn Hughes - Voce, Cori (Deep Purple) (2012–presente)
- Sebastian Bach - Voce, Cori (Skid Row) (2012–2013)
- Steven Tyler - Voce, Cori (Aerosmith) (2014–presente)
- Gene Simmons - Voce, Basso, Cori (Kiss) (2012)
- Robin Zander - Voce, Chitarra Ritmica (Cheap Trick) (2014–presente)
- Ed Roland - Voce, Cori (2012)
- Myles Kennedy - Voce, Cori (Alter Bridge, Slash) (2013–2014)
- Corey Taylor - Voce, Cori (Slipknot) (2014–presente)
- Billy Gibbons - Chitarra (ZZ Top) (2014–presente)
- Steve Stevens - Chitarra (Billy Idol) (2012–presente)
- Slash - Chitarra (Guns N'Roses, Velvet Revolver) (2013–2014)
- Nuno Bettencourt - Chitarra (Extreme) (2014–presente)
- Gilby Clarke - Chitarra (Guns N'Roses) (2012–presente)
- Billy Duffy - Chitarra (The Cult) (2012–presente)
- Vivian Campbell - Chitarra (Def Leppard, Dio, Whitesnake, Thin Lizzy) (2013)
- Duff McKagan - Basso, Voce, Cori (Guns N'Roses, Velvet Revolver,) (2012–presente)
- Mike Inez - Basso, Chitarra (Alice in Chains) (2012)
- Matt Sorum - Batteria (The Cult, Guns N'Roses, Velvet Revolver) (2012–presente)
- Kenny Aronoff - Batteria (Lynyrd Skynyrd) (2012–presente)

## Lista di Cover Abituali
| Canzone                   | Artista Originale | Anno di uscita |
| ------------------------- | ----------------- | -------------- |
| Burn                      | Deep Purple       | 1974           |
| Highway Star              | Deep Purple       | 1971           |
| It's So Easy              | Guns N' Roses     | 1987           |
| Knockin' on Heaven's Door | Bob Dylan         | 1973           |
| Mr. Brownstone            | Guns N' Roses     | 1987           |
| Nightrain                 | Guns N' Roses     | 1987           |
| Paradise City             | Guns N' Roses     | 1987           |
| Pour Some Sugar on Me     | Def Leppard       | 1987           |
| Rebel Yell                | Billy Idol        | 1984           |
| Sweet Child o' Mine       | Guns N' Roses     | 1987           |
| Welcome to the Jungle     | Guns N' Roses     | 1987           |
| Youth Gone Wild           | Skid Row          | 1989           |